# 古秦城
古秦城，位于中国广东省韶关市仁化县城口镇城口圩，为仁化县的一个县级文物保护单位，类型为古建筑，公布时间为1982年2月27日。
古秦城的历史年代为秦汉。